# Salamandre rouge
Pseudotriton ruber
Espèce
Synonymes
- Salamandra rubra Sonnini de Manoncourt & Latreille, 1801
- Salamandra subfusca Green, 1818
- Salamandra rubriventris Green, 1818
- Spelerpes ruber schencki Brimley, 1912
- Pseudotriton ruber nitidus Dunn, 1920
- Pseudotriton ruber vioscai Bishop, 1928
- Gyrinophilus warneri Sinclair, 1955

Statut de conservation UICN

 LC  : Préoccupation mineure
La Salamandre rouge (Pseudotriton ruber) est une espèce d'urodèles de la famille des Plethodontidae.

## Répartition
Cette espèce est endémique de l'Est des États-Unis.

## Publication originale
- Sonnini de Manoncourt & Latreille, 1801 : Histoire naturelle des reptiles : avec figures dessinées d'apres nature, vol. 4, p. 1-410 (texte intégral).